# 民族問題人民委員部
民族問題人民委員部（みんぞくもんだいじんみんいいんぶ、ロシア語: Народный комиссариат по делам национальностей）は、1917年の十月革命直後から1924年までのソビエト・ロシアに存在した人民委員部。略称はナルコムナーツ (Наркомнац)。本部は当初ペトログラードに置かれたが、後にモスクワのトルブニコフ横町に、さらに後にはゴーゴリ並木通りへ移転した。

## 地位
1917年11月8日（ユリウス暦10月26日）の全ロシア労働者・兵士代表ソビエト第2回大会で採択された「人民委員会議の設置に関する布告」に基づいて設置された、最初の人民委員部の一つ。
民族問題人民委員部は、同月15日に公布されていた「ロシア諸民族の権利宣言」に基づき、
1. 諸民族の要求を政府に伝え、政府の政策を諸民族に伝える
2. 政府機関を通じて諸民族の文化的・教育的要求を満たす
3. 政府の煽動・宣伝活動を諸民族に対し実施する
4. 政府機関と諸民族との間で生じるあらゆる種類の紛争を調停する
5. 憲法の原則に基づき、諸民族の自治のために必要とされる行政的・領土的条件を作り上げる

ことを任務とした。
他の人民委員部との関係は、
1. 全人民委員部に一般的な政治方針を与え、活動を指導する
2. 政府の上級・下級機関を仲介する
3. 遅れた民族（キルギス人、カルムイク人などの遊牧民）に対する政策を立案する
4. 民族に関する憲法の原則を具体化する

ものとされていた。

## 機構
1923年10月1日の時点で指導層は
- 人民委員部主席 - ヨシフ・スターリン
- 次官 - グリゴリー・ブロイド
- 幹部会議書記 - ヴァレスカルン
- 幹部会議副書記 - シェイヘト
- 幹部会議メンバー - ミハイル・パヴロヴィチ / グスタフ・クリンゲル（ロシア語版） / カイギシズ・アタバエフ / ミールサイト・スルタンガリエフ

となっている。スターリンは創設以来の人民委員部トップであったが、あまり人民委員部には顔を出さず、実質的に人民委員部を指導していたのは次官のブロイドであった。
人民委員部が設置された1917年11月中にまずポーランド人委員部（Yu・M・レシチンスキー代表）が組織され、翌12月にリトアニア人委員部（ヴィンツァス・ミツキャヴィチュス＝カプスカス代表）が、翌1918年1月にアルメニア人（ヴァルラーム・アヴァネソフ代表）、ムスリム（ムッラヌル・ヴァヒトフ代表）、白ロシア人（アレクサンドル・チェルヴャコフ代表）、ユダヤ人（セミョーン・ディマンシュテイン代表）委員部が組織され、さらに3月から12月にかけてラトビア人（フリシス・ロージンシュ代表）、エストニア人（G・G・ペゲリマン代表）、チュヴァシ人（ダニイル・エリメニ代表）、キルギス人（ムハメディアル・トゥンガンチン代表）、ウクライナ人（イヴァン・クリーク代表）、チェコスロバキア人（K・クノフリチェク代表）、ヴォチャク人（M・P・プロコニエフ代表）、カフカース山岳人（U・B・アリエフ代表）、ズィリャン人（M・A・モロツォヴァ代表）、カルムイク人（A・G・メシチェリャコフ代表）、マリ人（N・A・アレクセーエフ代表）、南スラヴ人、ヴォルガ・ドイツ人（グスタフ・クリンゲル代表）委員部が組織され、1919年初頭までに委員部数は21を数えた。その後も、ロシア内戦の情況に応じて適宜委員部が組織されていった。
シベリアでは革命委員会 附属の民族部が1921年10月14日の全ロシア中央執行委員会決議によって民族問題人民委員部全権代表部に改組され、その全権代表は革命委員会会議の議決権や革命委員会の民族政策に対する監督権を持つなど、人民委員部に権力が集中していたという特殊性があった。
1920年5月19日にはロシア共和国の各自治共和国、自治州による代表部が設置され、1923年10月1日の時点でバシキール自治共和国、ブリヤート・モンゴル自治共和国、ヴォート自治州、ダゲスタン自治共和国、山岳自治共和国、クリミア自治共和国、カラチャイ・チェルケス自治州、カルムイク自治州、コミ（ズィリャン）自治州、キルギス自治共和国、カレリア自治共和国、カバルダ・バルカル自治州、マリ自治州、沿ヴォルガ・ドイツ人自治州、チュヴァシ自治州、ヤクート自治共和国、タタール自治共和国、トルキスタン自治共和国、オイロート自治州、アディゲ（チェルケス）自治州、チェチェン自治州からの代表部が置かれていた。
全ロシア東洋学協会 (ru)、東方勤労者共産大学や東洋学研究所などの機関も下部に擁した。

### 組織改編
民族問題人民委員部は、政治・経済・文化など広範な民族政策を執行する性質上、他の人民委員部（とりわけ教育人民委員部）との権能の衝突が避けられなかった。そこで、1918年5月8日に民族問題人民委員部文化教育部代表は教育人民委員部との調整機関として「普通文化教育委員会」を設置した。さらに翌1919年4月1日には、アルメニア人、白ロシア人、ウクライナ人、タタール人、ラトビア人、リトアニア人、ポーランド人、ユダヤ人、エストニア人、チュヴァシ人、キルギス人、カフカース山岳人、チェコスロバキア人、カルムイク人の14委員部の職員74名がそのまま教育人民委員部傘下に移行した。9月30日には普通文化教育委員会が教育人民委員部に権力を委譲し、文化・教育分野の民族政策はほぼ完全に教育人民委員部が管轄することとなった。

### 解体
組織改編によって民族問題人民委員部の権能は縮小していったが、スターリンもまた、1922年末にはすでに民族問題人民委員部が不要であるとの考えに至っていた（その代わり、スターリンは全露中執委を比例原則による労農代表と平等原則による民族代表の二院制にすることを提案していた）。この廃止提案については、中執委における両院の同権が保障されておらず、民族代表の権限縮小に繋がるといった批判や、民族代表の人員割り振りが圧倒的にロシア共和国の有利になるように設定されている、といった批判が各方面から寄せられた。
しかし結局は1923年7月7日、民族地域の設置とその同盟への統合準備という当初の目標は達成された、として、全露中執委は民族問題人民委員部の解体を決定した。解体反対派の事前通告なしの解雇・配転や事務所からの強制退去、備品の接収などが行われ、最終的に1924年5月7日を以て民族問題人民委員部は解体され、その業務は全露中執委幹部会へ移管（実質的に終了）された。

## 活動
民族問題人民委員部設立当初の活動は、ドイツ帝国軍の進駐を逃れてロシア国内に流入していたバルト諸民族に対する保護と宣伝であり、避難民のためにペトログラード、スモレンスクからペルミ、サラトフ、カザンまで44都市に委員部の地方機関が設置された。1918年11月から12月にかけてバルト地域では相次いでエストニア労働コミューン、ラトビア社会主義ソビエト共和国、リトアニア・ソビエト社会主義共和国の諸ソビエト政権が成立し、これを受けて人民委員部参与会はエストニア人、ラトビア人、リトアニア人の各委員部の廃止を決定した。しかし、これら諸ソビエト政権の成立は単にドイツ軍の敗北によるものであり、ほどなく諸ソビエト政権は現地の民族政権によって打倒された。
他方、1918年12月15日にはロシア各地の少数民族に対応するため、労農兵ソビエト附属の人民委員部地方部の設置が命じられた。この指令によって1921年5月にはロシア共和国全体で34県と20郡に地方部が設けられたが、翌1922年初頭には非ロシア人が比較的集住していたペトログラード、サマーラ、シンビルスク、サラトフ、ペンザ、ゴメリ、アストラハン、トムスク、アルタイ、ウファ、ヴィテプスク各県の12地方部を除いて、その75パーセントが廃止された。

### 中央ムスリム委員部
| 民族委員部   | ルーブル |
| ------------ | -------- |
| ムスリム     | 53万7487 |
| ポーランド人 | 43万8125 |
| リトアニア人 | 27万9678 |
| ユダヤ人     | 23万4225 |
| 白ロシア人   | 18万9866 |
| ラトビア人   | 14万     |
| アルメニア人 | 8万      |
| ウクライナ人 | 4万1600  |
| キルギス人   | 2万8000  |

1918年2月1日にムッラヌル・ヴァヒトフを議長、ガリムジャン・イブラギモフ、シェリフ・マナトフ（そしてスルタンガリエフ）を副議長として組織された「内地ロシア中央ムスリム委員部」は、ロシアに散在するテュルク系ムスリム諸民族を一括している点で、民族問題を領土的自治問題とみるボリシェヴィキの公式見解からは逸脱した存在であった。にもかかわらず中央ムスリム委員部が組織されたのは、憲法制定議会内の「ムスリム社会主義フラクション」をボリシェヴィキに引き寄せ、ひいてはムスリム大衆の支持を取り付けるためである。
委員部の機構は幾度も廃統合されたが、1918年夏の時点でも労働・農業・教育・出版・財政・軍事・国際宣伝の業務部とバシキリア、カフカース、クリミア、トルキスタン、キルギジアの地域部が存在し、その広範な権能は政府の中の政府に発展する可能性を帯びていた。一方で、委員部の地域部にタタールスタンが含まれていないのは、ヴァヒトフやスルタンガリエフらタタール人活動家の「啓蒙される必要のない進んだ民族」としての自負の現れであるとも指摘される。
委員部のなかでもムスタファ・スプヒを部長とする国際宣伝部は「外務省」や「インターナショナル」のような様相を呈し、出版部と協同してトルコ語・タタール語・アラビア語・ペルシア語などで宣伝を行った。ユダヤ人委員部と協同してのポグロム問題解決やザカフカースの活動家と協同しての三月事件の真相究明も実施した。また、ヴァヒトフは国際宣伝部にムスリム東方諸国での中央ムスリム委員部支部開設の任を負わせるという、コミンテルン東方部の先駆けとも言うべき構想を示していた。国際宣伝部の関心はとりわけアナトリアに対して強く、スルタンガリエフとスプヒは在ロシア・トルコ人による共産党を組織させ、さらにオスマン帝国軍捕虜を中心とした二個義勇中隊も編成させた。
しかし、イスラーム世界での二重権力の出現を恐れたボリシェヴィキ中央は、11月頃から中央ムスリム委員部に対する統制を強めていく。軍事部は軍事人民委員部 (ru) に従属する存在とされ、ロシア全土60都市に組織されていたソビエト附属ムスリム委員部は、他の民族も含めた部に降格された。やがて中央ムスリム委員部はタタール・バシキール委員部に改組され、さらに北カフカース部、トルキスタン部、ダゲスタン部、ザカフカース部、キルギス部などに細分化された。

### 書籍
- 山内昌之『スルタンガリエフの夢 - イスラム世界とロシア革命』岩波書店〈岩波現代文庫 学術 201〉、2009年（原著1986年）。ISBN 978-4006002015。

### 雑誌
- 髙橋淸治「ソヴェト国家と諸民族 - 自治共和国、自治州と民族問題人民委員部の解体」（PDF）『スラヴ文化研究』第10号、東京外国語大学ロシア東欧課程ロシア語研究室、2012年3月、112-137頁。
- 野田岳人「ソヴェト民族政策の形成過程 - 民族問題人民委員部と教育人民委員部の活動を中心として」『六甲台論集 法学政治学篇』第43巻第1号、神戸大学、1996年7月、99-118頁、ISSN 13414941、NAID 110000571427。